# Swynari
Swynari (ukr. Свинарі) – wieś na Ukrainie, w obwodzie charkowskim, w rejonie bogoduchowskim, w hromadzie Wałky. W 2001 liczyła 130 mieszkańców.